# День Українського козацтва
Де́нь Украї́нського коза́цтва — свято України, що відзначається щорічно 1 жовтня в день Покрови Пресвятої Богородиці. До реформи церковного календаря у 2023 році День козацтва святкувався 14 жовтня.

## Історія свята
Як писав ще французький дипломат Жан-Бенуа Шерер у своїй історичній праці «Аннали Малої Росії, або історії запорозьких та українських козаків», виданій 1788 року в Парижі, Покрова Пресвятої Богородиці було для козаків великим святом, оскільки їхню церкву було присвячено Діві Марії. Коли вони бажали обрати нових членів старшини, то збиралися саме у цей день.
День Українського козацтва відзначається в Україні згідно з Указом Президента України від 07.08.1999 № 966/99 в день свята Покрови Пресвятої Богородиці 1 жовтня. Президент України, враховуючи історичне значення й заслуги козацтва в утвердженні української державності та його вагомий внесок у сучасний процес державотворення, визначив цю дату своїм указом.
В Україні немає важливішого чинника, який би був і центром, і перехрестям, і змістом переважної більшості соціальних процесів, та важливішого компонента національної й територіальної консолідації, ніж козацтво. Саме цей феномен сприяв виробленню такого способу життя українського етносу, який допоміг йому вижити в умовах не тільки відсутності власної держави, але й за часів тотального знищення всього національного, самобутнього. За останні три з половиною століття український народ тричі піднімався на боротьбу за встановлення державної незалежності.
Перший потужний спалах відродження власної державності припав на добу Козаччини. Друга спроба створити державу за козацькими традиціями демократизму і рівності робилася в період революційних змагань 1917—1920 рр. Третя — вже в наш час. Наприкінці 80-х рр. XX ст. інтерес до свого минулого та генетична пам'ять поряд з активізацією політичного життя в Україні спричинили виникнення козацьких громадських утворень: Козацького земляцтва (1984), що у 1989 р. перетворилося на Донецький курінь українського козацтва; спортивної школи козацького мистецтва «Бойовий гопак» у Львові (1985); Запорізького козацького товариства «Запорозька Січ» (1990); «Козацького товариства Київщини» (1990) та ін. Влітку 1990 р. відбулося святкування 500-річчя від дня першої писемної згадки про українських козаків. Особливим розмахом відзначалися урочисті заходи на о. Хортиця в Запоріжжі та с. Капулівка на Січеславщині. Це дало поштовх до створення цілої низки регіональних організацій українського козацтва — Карпатська Січ (Львівщина), Поліська Січ (Житомирщина), Прикарпатська Січ (Івано-Франківщина), Кальміуська паланка (Донеччина), Буковинська Січ (Чернівеччина), Херсонський кіш, Волинська Січ, Закарпатська Січ та ін. Їх члени активно підтримували демократичні процеси та створення незалежної Української держави. 14 жовтня 1991 р. на Всеукраїнській установчій козацькій раді було проголошено утворення єдиної загальноукраїнської громадської організації Українське козацтво, яка об'єднала усі регіональні козацькі структури України та української діаспори. З нагоди 10-річчя початку козацького руху 16 вересня 2000 р у Києві відбувся З'їзд козаків-засновників Українського козацтва. До 1995 р. процеси відродження козацтва в Україні наштовхувалися на певний спротив окремих державних структур: провокації під час проведення козацької ради в Переяславі-Хмельницькому (1992), затримання козацької старшини під час вшанування пам'яті П. Сагайдачного у Києво-Могилянській академії (1994), заборона поховання за участю козаків Патріарха Володимира (Романюка) поблизу Свято-Софіївського собору (1995) тощо.
І все-таки протягом 1990—2014 рр. українські козаки зробили значний внесок у справу реального втілення національної ідеї в українському суспільстві.
В Україні зареєстровано близько десятка всеукраїнських громадських організацій українського козацтва та більш ніж п'ятсот обласних, районних, міських і сільських козацьких утворень. Серед них: «Українське козацтво» (1991), «Спілка козацьких організацій України» (1999), «Козацтво України» (2001), «Об'єднане козацтво України» (2003) та ін. У своїх лавах вони нараховують майже 200 тисяч осіб.
З 1991 р. постійно організовуються кінні походи «Козацькими шляхами», з 1992 р.- зарубіжні походи козацької чайки «Свята Покрова» до берегів Франції та Англії, з 1996 р. у Києві щорічно проводиться фестиваль-турнір бойових мистецтв «Козацька слава», з 1999 р. у Запоріжжі проходить щорічний фестиваль національних видів єдиноборств, а у Дніпропетровську — всеукраїнський чемпіонат козацького морського багатоборства. Періодично стартує регата пам'яті Сірка за маршрутом Київ-Запоріжжя-Босфор. У 2001 р. створено Всеукраїнську федерацію козацького двобою та Міжнародну федерацію бойового гопака.
Козаки розробили власну тактику бою:
- галас — козаки йшли до бою в довільному порядку;
- табір — військо рухалося похідним строєм;
- самообкопування — засіб індивідуального захисту.

## Заснування державного свята
День українського козацтва почав відзначатися в Україні згідно з Указом Президента України від 07.08.1999 № 966/99 в день свята Покрови Пресвятої Богородиці 14 жовтня. Свято встановлено з огляду на вагомість заслуг козацтва в утвердженні української державності та його внеску в сучасний процес державотворення.
15 листопада 2001 р. було прийнято положення «Про Національну програму відродження та розвитку Українського козацтва на 2002—2005 роки». Метою Національної програми є подальший розвиток і утвердження козацтва як громадської сили, здатної істотно впливати на процес консолідації суспільства. Вона передбачає участь українського козацтва у військово-патріотичному вихованні молоді; створенні, відродженні, відновленні та охороні заповідних місць і об'єктів; проведення освітянських, культурно-просвітницьких заходів, науково-дослідної, пропагандистської та видавничої роботи; організацію туризму, спортивних змагань; здійснення господарської, природоохоронної та міжнародної діяльності.

### Зміна дати
28 липня 2023 року Президент України Володимир Зеленський підписав указ про зміну дати святкування з 14 жовтня на 1 жовтня. Зміни були внесені через перехід Православної церкви України та Української греко-католицької церкви на новоюліанський календар.